# Lettin Loose
Lettin Loose – wydany w 1983 roku debiutancki album grupy Heavy Pettin'. Jego producentami byli Brian May i Mack.
Lista utworów:
1. In And Ot Of Love
2. Broken Heart
3. Love On The Run
4. Love Times Love
5. Victims of the Night
6. Rock Me
7. Shout It Out
8. Devil In Her Eyes
9. Hell is Beautiful

Dodatkowo w wersji CD:
1. Roll of the Dice
2. Shadows of the Night